# Brandy (réseau)
 (août 2020).
Si vous disposez d'ouvrages ou d'articles de référence ou si vous connaissez des sites web de qualité traitant du thème abordé ici, merci de compléter l'article en donnant les références utiles à sa vérifiabilité et en les liant à la section « Notes et références ».
Pour les articles homonymes, voir Brandy.
Brandy est un réseau de Résistance, fondé en 1942 par Christian Martell chargé par le Bureau central de renseignements et d'action (BCRA) de constituer avec des agents sûrs un nouveau réseau d'évasion de pilotes et de spécialistes de l'aviation pour leur faire gagner l'Angleterre.
Le réseau, commandé par la suite par Maurice Martell s'est développé rapidement malgré la traque organisée par les services allemands. Il permit de faire passer la ligne de démarcation à plus de 4000 prisonniers évadés, agents des Forces françaises combattantes et pilotes britanniques.

## Quelques membres du réseau
- Raymond Basset
- André Jarrot
- Pierre Guilhemon
- Christian Martell
- Maurice Martell (frère de Christian)
- Pierre Thomine Desmazures
- Jacques Yahiel, Alice Yahiel son épouse et leurs trois enfants, Maurice, Simone et Georges.

Autres membres (noms réels) : Bailly Roger, Brion Georges, Didier Faure Beaulieu, Roger Grillon, Maurice Layral, Hugues de Lestang Parade, Gabriële Buffet-Picabia, Flore Marie Spiquel, Maurice de Cheveigné (radio de Jean Moulin et de Raymond Fassin), Jean Aquila, Marcelle Bel, Odette Bidault–Zbyzinska, Esther Faure Beaulieu, Antoinette Frasse, Marcel Minguet, Cyliane de Prailaune (née Céloron de Blainville), Camille Spiquel, le Docteur Georges Rousse, Jean Mérand (P'tit Louis), mort en déportation (Gardelegen 13 avril 1945), et d’autres encore.
Le réseau fut en contact étroit avec d’autres organisations comme « Bourgogne » avec Georges Broussine, le réseau belge « Pat O' Leary », « Gloria SMH » de Gabrielle Martinez-Picabia.
Comme bien d’autres, le réseau subit de lourdes pertes et fut démantelé lors de l’arrestation de son chef, Maurice Martell, le 23 juin 1943, faisant suite à de nombreuses filatures (de passeurs) ou dénonciations. Montet et Mérand ont été arrêtés au même moment le même jour. Voir le récit de l'arrestation de M. Montet recueilli par Melle Gouineau, commission histoire, pour le BCRA : "Me méfiant d'un rendez-vous étrange, j'ai envoyé le petit Mérand lui recommandant prudence et circonspection. Mérand arrive avec un type qui n'était pas le bon. Je lui ai dit :"M. Je n'ai rien à voir avec vous !" J'ai essayé de fuir mais la Gestapo était là !"
Simone Jacques-Yahiel, rare survivante des camps de concentration avec sa mère et son frère Georges, fut aidée par l’abbé Stock, mais perdit du fait de la guerre la presque totalité de sa famille dont son père Jacques et son frère Maurice. Professeur de danse à la fin de la guerre (une de ses couvertures durant la Résistance), elle ne cessa de témoigner de son combat lors de ses contacts avec les collégiens, lycéens et personnes âgées dans le Nord de la France. Elle allait avoir 94 ans le 18 novembre 2011.
Elle a écrit ses mémoires « Ma Raison d'être, Souvenirs d'une famille de déportés résistants » (ed. L'Harmattan) publiés en février 2015 et a laissé son nom à la maison de retraite « Résidence Simone Jacques » et à une salle de son école de danse à Avesnes-sur-Helpe.